# Холодным взором
«Холодным взором» (англ. Medium Cool) — американский художественный фильм 1969 года, снятый режиссёром и оператором Хаскеллом Векслером по собственному сценарию. Фильм, совмещающий игровые и документальные эпизоды, рассказывает об операторе теленовостей, попадающем в водоворот событий, связанных с протестами во время съезда Демократической партии США в Чикаго в августе 1968 года.
Фильм включён в Национальный реестр фильмов США и считается одним из ярких образцов кино «Нового Голливуда». Он номинировался на премию Гильдии режиссёров Америки за лучшую режиссуру.

## Сюжет
Действие происходит в Чикаго летом 1968 года после убийства Роберта Кеннеди и в преддверии президентских выборов. Джон Касселлис — телеоператор, вместе со звукооператором Гасом снимающий сюжеты для программы новостей. Среди сюжетов их репортажей и дорожные аварии, и криминальная хроника, и уличные протесты. Моральные вопросы интересуют съёмочную группу в последнюю очередь, а Гас и вовсе ощущает себя «лишь продолжением магнитофона». Тем не менее, происходящие события заставляют Джона изменить своё отношение к профессии. Однажды он снимает для телевидения сюжет о чернокожем таксисте Фрэнке, который вернул оставленный кем-то в его машине кошелёк с 10 тысячами долларов, чем вызвал и подозрения полиции, и непонимание своих приятелей, вовлечённых в протестную деятельность. Когда Джон приходит в чёрный квартал города, чтобы снова поговорить с Фрэнком, приятели Фрэнка наседают на Джона, обвиняя его в том, что его репортажи не уделяют внимания проблемам чернокожих. На работе Фрэнк узнаёт, что его записи на протяжении многих месяцев передаются в полицию и ФБР, что вызывает у него протест; также он выясняет, что уволен, поскольку начальство было неводольно его репортажем о честном таксисте.
Параллельно развивается сюжетная линия, связанная с одинокой молодой матерью Эйлин и её 13-летним сыном Харольдом, который увлекается голубями. Однажды Джон видит Харольда возле своей машины и ему кажется, что тот что-то украл, он преследует мальчика и тот роняет корзинку. В корзине оказывается голубь, и по адресу на корзинке Джон находит дом мальчика, чтобы отдать голубя. Он знакомится с Эйлин, которая оказывается бывшей учительницей, приехавшей из Западной Виргинии. Про своего отца Харольд говорит, что он во Вьетнаме, но позже оказывается, что его отец оставил семью. Между Джоном и Эйлин возникает симпатия, хотя у него уже есть подруга, медсестра Рут. Джон начинает проводить больше времени с Эйлин и Харольдом. Тем временем он находит новую работу на съёмках проводящегося в преддверии президентской кампании в США съезда Демократической партии.
Вернувшись после вечеринки, Джон целует Эйлин во дворе её дома, что видит Харольд. Эйлин не находит Харольда дома и всю ночь ищет его. Утром она бродит по городу, наводнённому полицией и протестующими, и становится свидетельницей жестокого разгона демонстрантов. Она пытается найти Джона, который находится на съезде. Наконец, они встречаются и садятся в машину (параллельно показано, что Харольд вернулся домой). На пустынной дороге Джон не справляется с управлением и врезается в дерево. Из сообщений по радио следует, что в этой аварии он серьёзно пострадал и находится в больнице, а его спутница погибла. Проезжающая мимо семья снимает место аварии на фотоаппарат и едет дальше. Также становится видно, что над дорогой установлен помост, с которого оператор также ведёт съёмку.

## В ролях
| Актёр              | Роль                        |
| ------------------ | --------------------------- |
| Роберт Форстер     | Джон Касселлис              |
| Питер Бонерз       | Гас                         |
| Верна Блум         | Эйлин                       |
| Марианна Хилл      | Рут                         |
| Харольд Бланкеншип | Харольд                     |
| Чарльз Джиари      | отец Харольда               |
| Питер Бойл         | менеджер стрелкового клуба  |
| Чина Ли            | посетительница роллер-дерби |

## Создание
Название фильма восходит к книге Маршалла Маклюэна «Понимание медиа» 1964 года, в которой автор отнёс телевидение к «холодным» медиа (англ. cool medium).
Будучи уже известным кинооператором и даже лауреатом «Оскар» 1967 года, Векслер хотел снять собственный фильм и сам вложил в проект 800 тысяч долларов. Он начал снимать фильм под названием «Бетонная пустыня» (англ. The Concrete Wilderness) о мальчике Харольде и его маме Эйлин — лишь часть этих материалов затем вошла в «Холодным взором», который перерос в высказывание о политической ситуации в Чикаго 1968 года. На роль репортёра Векслер предполагал пригласить Джона Кассаветиса, однако в итоге роль сыграл Форстер. Большинство актёров в фильме не были широко известными, что придавало ему дополнительное ощущение документальной съёмки.
Из-за сцен с обнажённой натурой (возможно, отчасти из-за политической позиции автора) фильму после выхода был присвоен рейтинг X, однако в 1970 году он был заменён на R.
Фильм провалился в прокате, и Векслер впоследствии в качестве режиссёра сконцентрировался на документалистике, хотя продолжал работать как оператор художественный фильмов и даже ещё раз удостоился «Оскара».

## Оценки
Фильм имеет положительные отзывы критиков: так, на Rotten Tomatoes его уровень одобрения составляет 96 % на основе 27 рецензий.
Винсент Кэнби в рецензии для The New York Times назвал фильм «злым» и «технически блестящим» (an angry, technically brilliant movie), производящим огромнейшее визуальное впечатление (a film of tremendous visual impact), своего рода кинематографической «Герникой» — картиной Америки, находящейся в процессе распадения на куски враждебности, подозрительности, страха и насилия.
Высокую оценку фильму дал и Роджер Эберт, отметивший несколько уровней, показанных в картине, в том число вымышленных персонажей в реальных обстоятельствах и реальных людей в вымышленных ситуациях. Эберт поместил фильм на втором месте в десятке лучших картин 1969 года.
Векслер был поклонником Годара, и, по мнению критиков, «Холодным взором» является наиболее годаровским из фильмов, снятых крупными голливудскими студиями.